# Apedina thurgonalae
Apedina thurgonalae är en insektsart som beskrevs av Otte, D. och R.D. Alexander 1983. Apedina thurgonalae ingår i släktet Apedina och familjen syrsor. Inga underarter finns listade i Catalogue of Life.